# Kanuslalom-Weltmeisterschaften 2002
Die Kanuslalom-Weltmeisterschaften 2002 fanden im Centre Eaux Vives Bourg-Saint-Maurice in Bourg-Saint-Maurice in Frankreich statt.

## Ergebnisse

### Einer-Kajak
Männer:
| Platz | Land | Sportler       |
| ----- | ---- | -------------- |
| 1     | FRA  | Fabien Lefèvre |
| 2     | SLO  | Miha Terdič    |
| 3     | CZE  | Ivan Pišvejc   |

Frauen:
| Platz | Land | Sportlerin      |
| ----- | ---- | --------------- |
| 1     | USA  | Rebecca Giddens |
| 2     | GER  | Mandy Planert   |
| 3     | ITA  | Cristina Pron   |

### Einer-Kajak-Mannschaft
Männer:
| Platz | Land | Sportler                                        |
| ----- | ---- | ----------------------------------------------- |
| 1     | GER  | Ralf Schaberg Claus Suchanek Thomas Becker      |
| 2     | ITA  | Pierpaolo Ferrazzi Matteo Pontarollo Luca Costa |
| 3     | FRA  | Thomas Monier Benoît Peschier Fabien Lefèvre    |

Frauen:
| Platz | Land | Sportlerinnen                                    |
| ----- | ---- | ------------------------------------------------ |
| 1     | FRA  | Aline Tornare Mathilde Pichery Anne-Lise Bardet  |
| 2     | CZE  | Marie Řihošková Marcela Sadilová Irena Pavelková |
| 3     | GBR  | Helen Reeves Laura Blakeman Heather Corrie       |

### Einer-Canadier
Männer:
| Platz | Land | Sportler          |
| ----- | ---- | ----------------- |
| 1     | SVK  | Michal Martikán   |
| 2     | GER  | Jan Benzien       |
| 3     | FRA  | Patrice Estanguet |

### Einer-Canadier-Mannschaft
Männer:
| Platz | Land | Sportler                                      |
| ----- | ---- | --------------------------------------------- |
| 1     | CZE  | Přemysl Vlk Jan Mašek Stanislav Ježek         |
| 2     | GER  | Stefan Pfannmöller Sören Kaufmann Jan Benzien |
| 3     | SLO  | Jurij Korenjak Dejan Stevanovič Simon Hočevar |

### Zweier-Canadier
Männer:
| Platz | Land | Sportler                              |
| ----- | ---- | ------------------------------------- |
| 1     | SVK  | Peter Hochschorner/Pavol Hochschorner |
| 2     | FRA  | Pierre Luquet/Christophe Luquet       |
| 3     | CZE  | Marek Jiras/Tomáš Máder               |

### Zweier-Canadier-Mannschaft
Männer:
| Platz | Land | Sportler                                                                                                |
| ----- | ---- | --- |
| 1     | FRA  | Yann Le Pennec/Philippe Quemerais Pierre Luquet/Christophe Luquet Alexandre Lauvergne/Nathanael Fouquet |
| 2     | GER  | Kai Walter/Frank Henze Kay Simon/Robby Simon André Ehrenberg/Michael Senft                              |
| 3     | POL  | Sariusz Wrzosek/Bartłomiej Kruczek Jarosław Miczek/Wojciech Sekuła Andrzej Wójs/Sławomir Mordarski      |

## Medaillenspiegel
| Platz  | Land                   | Gold | Silber | Bronze | Gesamt |
| ------ | ---------------------- | ---- | ------ | ------ | ------ |
| 1      | Frankreich             | 3    | 1      | 2      | 6      |
| 2      | Slowakei               | 2    | —      | —      | 2      |
| 3      | Deutschland            | 1    | 4      | —      | 5      |
| 4      | Tschechien             | 1    | 1      | 2      | 4      |
| 5      | Vereinigte Staaten     | 1    | —      | —      | 1      |
| 6      | Slowenien              | —    | 1      | 1      | 2      |
| 6      | Italien                | —    | 1      | 1      | 2      |
| 8      | Vereinigtes Königreich | —    | —      | 1      | 1      |
| 8      | Polen                  | —    | —      | 1      | 1      |
| Gesamt | Gesamt                 | 8    | 8      | 8      | 24     |